# Alberto Casado Cerviño
Alberto Casado Cerviño (Pontevedra, 15 de octubre de 1952) es un doctor en Derecho y funcionario español.

## Biografía
Fue nombrado Director de la Oficina Española de Patentes y Marcas, el 24 de mayo de 2008. Antes de su nombramiento era Vicepresidente de la Oficina de Armonización del Mercado Interior y miembro del Consejo de Administración del Centro de Traducción de los órganos de la Unión Europea.
Es doctor en Derecho por la Universidad de Santiago de Compostela y pertenece al Cuerpo de Letrados del Registro de la Propiedad Industrial. Ha sido Profesor de Derecho Mercantil en las Universidades de Santiago y en la Complutense de Madrid. También ha sido profesor de la Universidad Robert Schumann de Estrasburgo. 
Ha ocupado los puestos de Experto Consultor de la Organización Mundial de la Propiedad Intelectual, representante de España ante el Consejo de Administración de la Oficina Europea de Patentes, Vicepresidente de la Oficina de Armonización del Mercado Interior, con sede en Alicante, y miembro del Consejo de Administración del Centro de Traducción de los Órganos de la Unión Europea.
Ha publicado diversos tratados relativos a Patentes y Marcas, a la Propiedad Industrial y a la Protección de los Consumidores.
En junio de 2012 ha sido nombrado Vicepresidente (Dirección General 2) de la Oficina Europea de Patentes.
- Datos: Q3391046